# Klaus Barbie
Klaus Barbie (Bad Godesberg, Rin del Nord-Westfàlia, Alemanya, el 25 d'octubre de 1913 - Lió, França, el 25 de setembre de 1991) va ser el cap de la Gestapo de Lió. Va cometre atrocitats que feren que es conegués més pel seu malnom de Boucher de Lyon (Carnisser de Lió) arran de la invasió alemanya del sud de França el 1942.
Va créixer en una petita ciutat de la serra de l'Eifel, com fill d'un mestre alcohòlic i autoritari. A l'institut va destacar per la seva fe catòlica zelada i el seu talent retòric. Somiava en fer la carrera eclesiàstica o acadèmica, somni trencat el 1933 amb la mort sobtada del seu pare. Sense feina, va apropar-se al moviment nazi poc després.

## Trajectòria dins les SS
S'uní a les Schutzstaffel (SS) l'any 1934, just després de graduar-se a la universitat, i va ingressar en el Partit Nacional Socialista dels Treballadors Alemanys (NSDAP) l'any 1937. L'any 1941, durant la Segona Guerra Mundial, Barbie va ser destinat a l'Oficina d'Assumptes Jueus i enviat a Amsterdam. Posteriorment, el maig de 1942, fou destinat a Lió, França. Allí es guanyà el malnom d'«El Carnisser de Lió» com a cap de la Gestapo local. Fou acusat de nombrosos crims, inclosa la captura de quaranta-quatre nens jueus amagats a la vila de Izieu, la tortura i assassinat de Jean Moulin, el membre de la Resistència francesa de més rang capturat pels nazis. Durant els 21 mesos que va fer estralls a Lió va enviar a camps de concentració unes 7.500 persones, es van assassinar 4.432 persones i es van arrestar i torturar 14.311 combatents de la Resistència, opositors o jueus per ell i els seus subordinats. En arribar, hauria dit: «He vingut per a matar».

## Postguerra
Després de la derrota nazi, Barbie va ser protegit i treballà, a partir de 1945, per les agències d'intel·ligència britànica i l'Agència Central d'Intel·ligència (CIA), les quals van aprofitar les seves «habilitats» policials per a reprimir la resistència d'esquerres durant l'ocupació britànico-americana d'Alemanya. L'any 1951, després que es consideressin innecessaris els seus serveis, Barbie va fugir primer a l'Argentina i després a Bolívia amb la seva família mitjançant una «rat line» organitzada pel Vaticà. Rat lines (literalment «línies de rates») eren rutes de fugida organitzades després de la Segona Guerra Mundial perquè criminals de guerra nacionalsocialistes i feixistes poguessin evitar ser jutjats pels crims que havien comès. S'instal·là a La Paz, on es dedicà al narcotràfic amb l'àlies de Klaus Altmann. Posteriorment participaria en el cop d'estat de Luis García Meza.
Segons el director britànic Kevin Macdonald, la captura i assassinat, l'any 1967, del guerriller Ernesto "Che" Guevara per la CIA a Bolívia es va dur a terme mitjançant un pla ideat per Barbie.
L'any 1971 va ser identificat pels caça-nazis Serge i Beate Klarsfeld, però no fou fins al 25 de gener de 1983 que un nou govern democràtic d'Hernán Siles Zuazo el va arrestar i extradir a França. Curiosament, durant el primer govern de Siles Zuazo, l'any 1955, Barbie va obtenir la ciutadania boliviana. L'extradició fou controvertida, per haver-se saltat el procés legal, i es pot considerar gairebé un segrest de l'Estat bolivià.

## Judici
El procés judicial s'inicià el gener de 1987 a Lió. Es va autoritzar la filmació del judici degut al seu alt valor històric. L'advocat defensor de Barbie, Jacques Vergès, utilitzà un argument basat en la tesi segons les quals les accions de Barbie no varen ser més terribles que les de qualsevol colonialista en qualsevol part del món, incloent-hi els francesos, els quals no han estat mai perseguits. El fiscal principal fou Pierre Truche. Finalment, el 4 de juliol d'aquell any va ser sentenciat a cadena perpètua per crims contra la humanitat. Quatre anys després, el 1991 morí de càncer a la presó.